# Phyllophaga aceitillar
Phyllophaga aceitillar är en skalbaggsart som beskrevs av Robert E. Woodruff 2005. Phyllophaga aceitillar ingår i släktet Phyllophaga och familjen Melolonthidae. Inga underarter finns listade i Catalogue of Life.